# Henioche (Beiname)
Henioche (altgriechisch Ἡνιόχη Hēnióchē, deutsch ‚die Wagenlenkerin‘) ist eine Epiklesis der griechischen Göttin Hera in der böotischen Stadt Lebadeia.
In Lebadeia wurde sie laut Pausanias im berühmten und ein Orakel beherbergenden Heiligtum des Trophonios verehrt. Dort empfing sie neben Zeus Basileus auch als Hera Basilis als weiterer Epiklesis anlässlich der in Lebadeia penteterisch, das heißt alle vier Jahre stattfindenden Spiele zu Ehren des Trophonios Opfer.
Die Verbindung der Hera mit Pferden und Wagen ist nichts Außergewöhnliches. Unter dem Beinamen Hippia wurde sie in Olympia verehrt und einen Wagen benutzt sie bereits in der Ilias in verschiedenen Situationen. Auch auf der Françoisvase fährt sie in Begleitung des Zeus auf einem Wagen.
Möglicherweise steht hinter dem Namen Henioche eine lokale böotische Gottheit, die ihren Niederschlag auch in den böotischen Sagen um die Gemahlin und die Tochter des thebanischen Königs Kreon fand, die beide Henioche hießen.